# Jano Ananidze
Jano Ananidze (en géorgien : ჯანო ანანიძე), né le 10 octobre 1992 à Kobuleti en Georgie, est un ancien footballeur international géorgien évoluant au poste de milieu offensif entre 2009 et 2022.

## Jeunesse
Il suit rapidement les pas de son père Amiran Ananidze, joueur puis entraîneur de l'équipe locale. Ananidze joue pour le club de sa ville avant de signer au centre de formation du FC Dinamo Tbilissi à l'âge de 12 ans. 18 mois plus tard, il est sur les tablettes du Dynamo Kiev, mais accepte finalement une offre de transfert vers le Spartak Moscou pour l'été 2007.

## Carrière

### Spartak Moscou
Les recruteurs du Spartak Moscou sont pour la première fois impressionnés par ce jeune joueur lors d'une rencontre des M17 de la Géorgie face à la Russie à Moscou. Ananidze n'a que 16 ans quand il intègre la réserve du Spartak, et en 2009, il est invité à s'entraîner avec les professionnels. Cette même année, il fait ses débuts en compétition, disputant les 90 minutes d'un match de Coupe de Russie face au FK Krasnodar, et couronnant cette prestation par le but de la victoire.
Trois mois plus tard, à l'âge de 17 ans et 8 jours, Ananidze devient le plus jeune buteur de l'histoire du championnat russe en marquant face au Lokomotiv Moscou. Malgré les rumeurs l'envoyant du côté d'Arsenal, de l'AC Milan et de la Juventus, le Spartak n'est pas vendeur.
En 2009, il est élu footballeur géorgien de l'année.
En 2013 il est prêté au FK Rostov jusqu'à la fin de la saison 2013-2014.
Il est à nouveau prêté en janvier 2019, cette fois au Krylia Sovetov Samara pour la deuxième moitié de la saison 2018-2019.
Son contrat avec le Spartak Moscou est résilié le 21 janvier 2020.

## Sélection nationale
En septembre 2009, il devient le plus jeune joueur en équipe nationale géorgienne lors de la défaite 2 buts à 0 face à l'Italie en éliminatoires pour la Coupe du monde de football.

## Statistiques
| Saison                | Club                         | Championnat           | Championnat | Championnat | Coupe(s) nationale(s) | Coupe(s) nationale(s) | Compétition(s) continentale(s) | Compétition(s) continentale(s) | Compétition(s) continentale(s) | Total | Total |
| Saison                | Club                         | Division              | M.          | B.          | M.                    | B.                    | Comp.                          | M.                             | B.                             | M.    | B.    |
| 2009                  | Spartak Moscou               | D1                    | 8           | 2           | 1                     | 1                     | -                              | -                              | -                              | 9     | 3     |
| 2010                  | Spartak Moscou               | D1                    | 23          | 2           | -                     | -                     | C1                             | 2                              | 0                              | 25    | 2     |
| 2011-2012             | Spartak Moscou               | D1                    | 15          | 1           | 3                     | 0                     | C3+C3                          | 2+1                            | 1+0                            | 21    | 2     |
| 2012-2013             | Spartak Moscou               | D1                    | 15          | 3           | 2                     | 1                     | C1                             | 3                              | 0                              | 20    | 4     |
| 2014-2015             | Spartak Moscou               | D1                    | 15          | 0           | -                     | -                     | -                              | -                              | -                              | 15    | 0     |
| 2015-2016             | Spartak Moscou               | D1                    | 11          | 0           | -                     | -                     | -                              | -                              | -                              | 11    | 0     |
| 2016-2017             | Spartak Moscou               | D1                    | 22          | 4           | -                     | -                     | C3                             | 2                              | 1                              | 24    | 5     |
| 2017-2018             | Spartak Moscou               | D1                    | 6           | 0           | 2                     | 0                     | -                              | -                              | -                              | 8     | 0     |
| 2018-2019             | Spartak Moscou               | D1                    | 1           | 0           | 1                     | 0                     | C3                             | 1                              | 0                              | 3     | 0     |
| 2019-2020             | Spartak Moscou               | D1                    | 6           | 0           | 1                     | 0                     | C3                             | 3                              | 0                              | 10    | 0     |
| Sous-total            | Sous-total                   | Sous-total            | 122         | 12          | 10                    | 2                     | -                              | 14                             | 2                              | 146   | 16    |
| 2013-2014             | FK Rostov (prêt)             | D1                    | 22          | 3           | 3                     | 2                     | -                              | -                              | -                              | 25    | 5     |
| 2018-2019             | Krylia Sovetov Samara (prêt) | D1                    | 8           | 1           | -                     | -                     | -                              | -                              | -                              | 8     | 1     |
| 2019-2020             | Anorthosis Famagouste (prêt) | D1                    | 6           | 0           | 2                     | 0                     | -                              | -                              | -                              | 8     | 0     |
| 2021                  | Dinamo Tbilissi              | D1                    | 1           | 0           | -                     | -                     | -                              | -                              | -                              | 1     | 0     |
| Total sur la carrière | Total sur la carrière        | Total sur la carrière | 159         | 16          | 15                    | 4                     | -                              | 14                             | 2                              | 188   | 22    |

## Palmarès
Spartak Moscou
- Coupe de Russie : 2014
- Championnat de Russie : 2017